# Гуска (річка)
Гуска — річка в Україні, у Сумському районі Сумської області. Права притока Сумки (басейн Дніпра).

## Опис
Довжина річки 11 км, похил річки — 4,5 м/км. Площа басейну 32,4 км².

## Розташування
Бере початок на сході від Буцикового. Тече переважно на північний схід через Степне і в Степанівці впадає у річку Сумку, праву притоку Псла. 
Населені пункти вздовж берегової смуги: Підліснівка, Білоусівка.